# مسجد ملك دينار
مسجد ملك دينار (بالفارسية: مسجد ملک دینار) هو مسجد تاريخي يعود إلى عصر القاجاريون، ويقع في كرمان.